# Gary Gygax
Ernest Gary Gygax (Chicago, Illinois, 27. lipnja 1938.) je jedan od osnivača kultne role-playing igre Dungeons & Dragons, zajedno s Daveom Arnesonom. Izdao ju je 1974. u tvrtki Tactical Studies Rules.